# 日本オートキャンプ協会
一般社団法人日本オートキャンプ協会（にほんおーときゃんぷきょうかい、英:Japan Auto Camping Federation）は、東京都新宿区に本部を置く、日本の一般社団法人。

## 概要
キャンパー、キャンプ場経営者、キャンプ用品業者、キャンピングカー業者などキャンプ関連業界などの個人・法人会員で組織されており、日本のファミリーキャンプ、オートキャンプの育成を通じてレクリエーション等を促進するために活動する団体。公益財団法人日本レクリエーション協会に加盟している。

## 歴史
1969年4月、運輸省から公益法人の認可を得て、社団法人日本オート・キャンプ協会として発足。2012年4月、一般社団法人に移行し、団体名を日本オート・キャンプ協会から日本オートキャンプ協会に変更した。

## 事業計画
事業計画及び活動より抜粋
オートキャンプの普及促進
全日本オートキャンプ大会の開催、キャンプ入門教室の開催、キャンプショーの開催など
オートキャンプ場整備の促進
星マーク認定制度の実施、「オートキャンプ場建設・管理運営マニュアル」の発行、公認オートキャンプ指導者の派遣など
オートキャンプに関する広報
広報紙「月刊オートキャンプ」の発行、「オートキャンプガイド」の刊行、「オートキャンプハンドブック」の刊行など
オートキャンプの指導者及びオートキャンプ場従事者の養成研修
公認オートキャンプ指導者の認定、オートキャンプ場経営者研修会の開催、公認オートキャンプ指導者資格認定講習会の開催など

## 世界組織・アジア組織
- 国際キャンピング＆キャラバニング連盟
- FICCアジア・パシフィック委員会